# 城巴71線
城巴71線是香港島一條由香港南區的黃竹坑，經薄扶林來往中西區的中環（林士街）的巴士路線，祇於星期一至五早上繁忙時間提供服務。
城巴71P線是71的特別班次，由深灣單向開往中環碼頭，以取代7號線原有田灣開出早晨特別班次，並繞經田灣邨，方便田灣居民不需步行一大段路或轉車乘搭7號線或71線往西營盤，祇於星期一至六早上繁忙時間開出一班。

## 歷史
- 1969年1月18日：配合黃竹坑邨落成而投入服務，原名7B線，由中華巴士營辦，於每日早上至傍晚提供服務，初時來往黃竹坑至中環統一碼頭。
- 1972年9月11日：遷往中環總站（位於恒生銀行大廈對面，現址為交易廣場）。
- 1975年1月1日：配合港島南區路線編號重組，改稱71。
- 1982年3月15日：配合香港仔隧道通車的路線重組及75線投入服務，縮短至中環急庇利街。
- 1985年12月20日：中環總站遷往港澳碼頭。
- 1986年5月23日：配合地鐵（現稱港鐵）港島綫全線通車，遷往中環林士街。
- 1993年8月16日：遷往中環交易廣場。
- 1994年12月5日：遷往中環（港景街），與被城巴接辦的75線作有限度競爭。
- 1995年4月17日：配合中環碼頭搬遷，遷往交易廣場北面的新中環碼頭總站。
- 1995年9月1日：改由城巴經營，為城巴第二批由中巴手上取得的14條巴士線之一，當時平日以全空調服務，假日以普通巴士及空調巴士混合行走。
- 1996年7月21日：配合城巴所有路線於假日全以空調巴士服務，普通巴士撤出本線。
- 2009年8月16日：縮短行車路線至中環（永和街），並改為循環運作，路線駛至干諾道中信德中心後，以上環永和街作循環點，然後取道林士街、德輔道中、永和街、干諾道中、干諾道西及皇后街返回皇后大道西原有路線返回黃竹坑，不再經中環碼頭、交易廣場及皇后大道中，該帶的服務由本線與7號線的八達通轉乘優惠取代。
- 2013年3月4日：71線往中環（永和街）方向，由黃竹坑至修打蘭街站登車的乘客，若需繼續前往禧利街或之後往黃竹坑方向的巴士站，需於中環（永和街）站重新繳付車資。
- 2017年4月24日：71P線由深灣開出後，將繞經黃竹坑巴士總站，之後返回原有路線[1]。
- 2018年3月26日：增設實時抵站時間查詢服務。
- 2018年9月30日：南朗山道的南朗山道巴士總站啟用及黃竹坑臨時巴士總站關閉，71線往黃竹坑方向遷移至南朗山道巴士總站，只限落客；71及71P線往中環方向遷移至陳白沙紀念中學，只限上客[2]。
- 2019年8月25日：作出以下改動[3]：
  - 取消循環運作，以中環（林士街）巴士總站作為中環區的總站。
  - 由黃竹坑開出，抵達干諾道中後，改經民吉街前往中環（林士街）巴士總站。
  - 由中環（林士街）開出，經民吉街、干諾道中（東行）、干諾道中（西行）後返回原線，新增干諾道中「恒生銀行總行」及「林士街」站。
- 2020年12月21日：受疫情影響，黃竹坑和中環尾班車分別提早至21:00和22:00。[4]2021年3月11日起改為來回尾班車提早至22:00。[5]
- 2021年10月11日：71線改為只於星期一至五早上繁忙時間提供服務，其餘時間由新巴4號線延長至黃竹坑取代，而本線全日服務最後服務日期為2021年10月10日。[6]
- 2021年12月6日：71線中環尾班車延長至10:05。[7]

## 服務時間及班次
71
| 黃竹坑開   | 黃竹坑開   | 黃竹坑開   | 黃竹坑開   | 黃竹坑開   |
| 星期一至五 | 星期一至五 | 星期一至五 | 星期一至五 | 星期一至五 |
| ---------- | ---------- | ---------- | ---------- | ---------- |
| 05:35      | 06:00      | 06:35      | 07:05      | 07:35      |
| 08:05      | 08:40      | 09:05      | 09:40      |            |

| 中環（林士街）開 | 中環（林士街）開 | 中環（林士街）開 | 中環（林士街）開 |
| 星期一至五       | 星期一至五       | 星期一至五       | 星期一至五       |
| ---------------- | ---------------- | ---------------- | ---------------- |
| 06:05            | 06:40            | 07:15            | 07:45            |
| 08:20            | 08:55            | 09:30            | 10:05            |

星期六、日及公眾假期不設服務
71P
- 星期一至六
  - 深灣開：07:55

星期日及公眾假期不設服務

## 收費
| 路線 | 全程收費 | 分段收費                                                                                         |
| ---- | -------- | ------------------------------------------------------------------------------------------------ |
| 71   | $6.9     | - 瑪麗醫院往中環（林士街）／黃竹坑：$5.4 - 西區警署往中環（林士街）：$4.4 - 興和街往黃竹坑：$3.9 |
| 71P  | $6.9     | - 瑪麗醫院往中環碼頭：$5.4 - 西區警署往中環碼頭：$4.4                                            |

| - 本線設有12歲以下小童及65歲或以上長者半價優惠。 - 65歲或以上香港居民使用「樂悠咭」，以及12歲以下合資格殘疾兒童使用「殘疾人士身份」個人八達通繳付車資，均可享有每程$2.0或半價（以較低者為準）的票價優惠；12至64歲合資格殘疾人士使用「殘疾人士身份」個人八達通（包括「樂悠咭」），以及60至64歲香港居民使用「樂悠咭」繳付車資，均可享有每程$2.0或全費（以較低者為準）的票價優惠。 - 65歲或以上長者如使用長者或一般個人八達通繳付車資，則只可享有半價優惠；12至64歲合資格殘疾人士如不使用「殘疾人士身份」個人八達通，以及60至64歲人士如不使用「樂悠咭」繳付車資，必須繳付全費。 - 乘客可以現金或八達通於上車時付款，不設找續。 - 每位成人乘客可免費攜帶最多兩名4歲以下而不佔座位的兒童乘客乘車，超額之4歲以下小童必須繳付小童車費乘車。 - 九龍巴士、城巴及龍運巴士全職員工及家屬（不包括外判職員）可免費乘搭本路線，惟必須拍職員或職員家屬八達通。 - 乘客亦可使用AlipayHK「易乘碼」、支付寶、WeChatHK／微信支付「搭車碼」、銀聯雲閃付「乘車碼」及BOC Pay「乘車碼」、具有感應式支付功能的VISA、Mastercard及銀聯卡，以及Apple Pay、Google Pay及Samsung Pay流動支付平台繳付車資。使用此支付方式的乘客可享有中途下車之分段收費，以及與其他城巴獨營路線或聯營線城巴班次之轉乘優惠，惟不適用於與非城巴路線之轉乘優惠。乘客亦不能享有「公共交通費用補貼計劃」及「長者及合資格殘疾人士公共交通票價優惠計劃」。 |

### 八達通轉乘優惠
乘客登上71或71P線後指定時限內以同一張八達通卡轉乘以下路線，或從以下路線登車後指定時限內以同一張八達通卡轉乘71或71P線，次程可獲車資折扣優惠：
71←→72A、75
- 71往黃竹坑 → 72A或75往深灣，次程車資全免，轉乘時限為90分鐘
- 72A往銅鑼灣或75往中環 → 71往中環，回贈首程車資，轉乘時限為60分鐘

71←→7、37A/B/X、40、40M、40P、90B，轉乘時限為90分鐘，須於瑪麗醫院轉乘
- 71往中環 → 7往中環碼頭、37B/X往金鐘、40P往羅便臣道、71P中環碼頭或90B往金鐘，次程車資全免
- 71往中環 → 40(M)往會展站，次程可獲$4.2折扣優惠
- 7往中環碼頭、37B/X往金鐘、40P往羅便臣道、71P往中環碼頭或90B往金鐘 → 71往中環（林士街），次程車資全免
- 40P往羅便臣道 → 71往中環，次程可獲$3.6折扣優惠（此優惠祗適用於40P收費不多於$5.3的乘客）
- 71往黃竹坑 → 7往石排灣、37A往置富、40往華富，次程車資全免
- 71往黃竹坑 → 90B往海怡半島，次程可獲$3.8折扣優惠
- 7往石排灣或90B往海怡半島 → 71往黃竹坑，次程車資全免
- 37A往置富或40往華富 → 71往黃竹坑，次程可獲$3.6折扣優惠

71(P)←→A10
- 71(P)往中環 → A10往機場，回贈首程車資
- A10往鴨脷洲 → 71往黃竹坑，次程車資全免

## 用車
由於本線客量需求不大及途經路面（薄扶林道近李陞小學落斜一段路面闊度）影響，所以本路線與令同樣經薄扶林道近李陞小學落斜一段的7線傾向使用長度11.3米或以下巴士。
平日在赤柱線的丹尼士Enviro 400空調巴士（70XX）需求低時，會派丹尼士Enviro 400空調巴士行走；而星期六及假日在赤柱線需要更多丹尼士Enviro 400空調巴士行駛時，會派富豪B9TL 11.3米和Enviro 500 MMC 11.3米空調巴士行走。

## 行車路線
71
黃竹坑開經：南朗山道、黃竹坑道、香港仔海旁道、石排灣道、薄扶林道、第二街、水街、德輔道西、干諾道西、干諾道中及民吉街。
中環（林士街）開經：民吉街、干諾道中（東行）、干諾道中（西行）、干諾道西、德輔道西、皇后街、皇后大道西、薄扶林道、石排灣道、香港仔大道、黃竹坑道及南朗山道。
71P
經：深灣道、南朗山道、南朗山道、黃竹坑道、香港仔海旁道、田灣山道橋、田灣山道、石排灣道、田灣街、田灣邨公共運輸交匯處、田灣街、田灣山道、田灣山道橋、香港仔海旁道、石排灣道、薄扶林道、第二街、水街、德輔道西、干諾道西、干諾道中、民吉街、統一碼頭道、民吉街、民祥街及民耀街。

### 沿線車站
71(P)
| 黃竹坑（71）／深灣（71P）開 | 黃竹坑（71）／深灣（71P）開    | 黃竹坑（71）／深灣（71P）開 | 中環（林士街）開 | 中環（林士街）開               | 中環（林士街）開       |
| 序號                        | 車站名稱                       | 位置                        | 序號             | 車站名稱                       | 位置                   |
| --------------------------- | ------------------------------ | --------------------------- | ---------------- | ------------------------------ | ---------------------- |
| ^                           | 深灣                           | 深灣公共運輸交匯處          | 1                | 中環（林士街）                 | 中環（林士街）巴士總站 |
| 1                           | 黃竹坑（南朗山）               | 黃竹坑巴士總站              | 2                | 恒生銀行總行                   | 干諾道中               |
| 2                           | 南朗山道熟食市場               | 南朗山道                    | 3                | 林士街                         | 干諾道中               |
| 3                           | 南朗山道                       | 黃竹坑道                    | 4                | 禧利街                         | 干諾道中               |
| 4                           | 勝利工廠大廈                   | 黃竹坑道                    | 5                | 西港城                         | 干諾道西               |
| 5                           | 逸港居                         | 香港仔海傍道                | 6                | 帝后華庭                       |                        |
| 6                           | 香港仔海濱公園                 | 香港仔海傍道                | 7                | 修打蘭街                       |                        |
| 7                           | 香港仔魚類批發市場             | 香港仔海傍道                | 8                | 正街                           |                        |
| 8*                          | 田灣街                         | 香港仔海傍道                | 9                | 西邊街                         |                        |
| ^                           | 明愛張奧偉國際賓館             | 田灣街                      | 10               | 李陞小學                       | 薄扶林道               |
| ^                           | 田灣邨                         | 田灣邨公共運輸交匯處        | 11               | 香港大學西閘                   | 薄扶林道               |
| ^                           | 耀中幼教學院                   | 田灣山道                    | 12               | 何東夫人堂                     | 薄扶林道               |
| 9                           | 華富道                         | 石排灣道                    | 13               | 蒲飛路                         | 薄扶林道               |
| 10                          | 余振強紀念第二中學             | 薄扶林道                    | 14               | 薄扶林道遊樂場                 | 薄扶林道               |
| 11                          | 薄扶林村                       | 薄扶林道                    | 15               | 香港華人基督教聯會薄扶林道墳場 | 薄扶林道               |
| 12                          | 薄扶林水塘道                   | 薄扶林道                    | 16               | 瑪麗醫院                       | 薄扶林道               |
| 13                          | 嘉林閣                         | 薄扶林道                    | 17               | 心光學校                       | 薄扶林道               |
| 14                          | 心光學校                       | 薄扶林道                    | 18               | 明德村                         | 薄扶林道               |
| 15                          | 瑪麗醫院                       | 薄扶林道                    | 19               | 薄扶林水塘道                   | 薄扶林道               |
| 16                          | 香港華人基督教聯會薄扶林道墳場 | 薄扶林道                    | 20               | 薄扶林村                       | 薄扶林道               |
| 17                          | 摩星嶺道                       | 薄扶林道                    | 21               | 余振強紀念第二中學             | 薄扶林道               |
| 18                          | 富林苑                         | 薄扶林道                    | 22               | 華富道                         | 石排灣道               |
| 19                          | 蒲飛路                         | 薄扶林道                    | 23               | 興和街                         | 石排灣道               |
| 20                          | 何東夫人堂                     | 薄扶林道                    | 24               | 聖伯多祿堂                     | 香港仔大道             |
| 21                          | 香港大學百週年校園             | 薄扶林道                    | 25               | 漁暉道                         | 香港仔大道             |
| 22                          | 聖士提反堂中學                 | 薄扶林道                    | 26               | 業漁大廈                       | 香港仔大道             |
| 23                          | 第二街                         | 第二街                      | 27               | 甄沾記大廈                     | 黃竹坑道               |
| 24                          | 西區警署                       | 德輔道西                    | 28               | 南朗山道熟食市場               | 南朗山道               |
| 25                          | 正街                           | 德輔道西                    | 29               | 黃竹坑（南朗山）               | 黃竹坑巴士總站         |
| 26                          | 東邊街                         | 德輔道西                    |                  |                                |                        |
| 27                          | 修打蘭街                       | 德輔道西                    |                  |                                |                        |
| 28                          | 港澳碼頭                       |                             |                  |                                |                        |
| 29*                         | 中環（林士街）                 | 中環（林士街）巴士總站      |                  |                                |                        |
| ^                           | 海港政府大樓                   | 統一碼頭道                  |                  |                                |                        |
| ^                           | 國際金融中心商場               | 民祥街                      |                  |                                |                        |
| ^                           | 中環碼頭                       | 中環碼頭巴士總站            |                  |                                |                        |

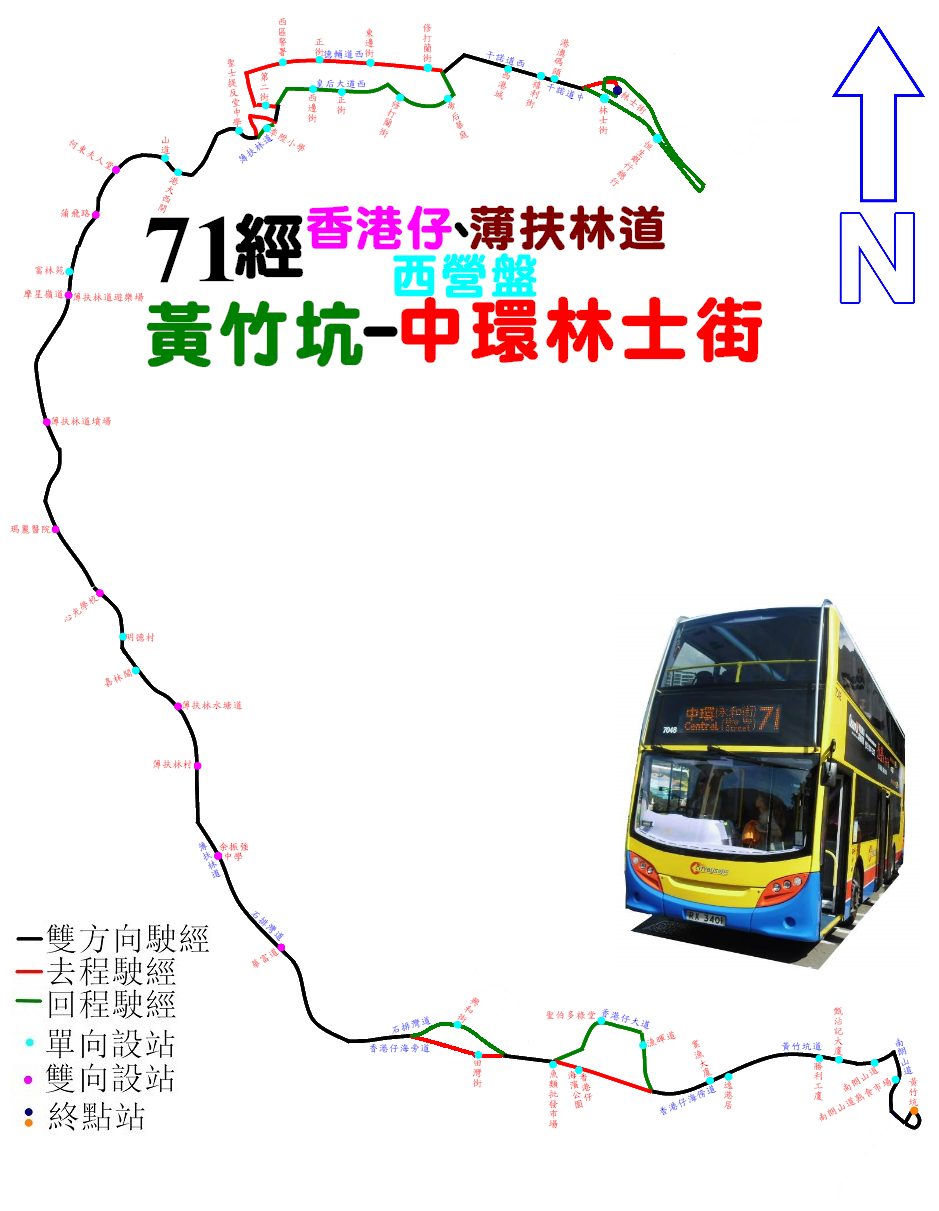
71系列路線的走線圖，當中藍線表示只有71P才會駛經

註:71P不停靠有 * 號之車站，並加停有 ^ 號之車站。

## 外部連結
城巴
- 城巴71線 （页面存档备份，存于）
- 城巴71P線 （页面存档备份，存于）
- 城巴71線路線圖 （页面存档备份，存于）

其他
- 681巴士總站－城巴71號線 （页面存档备份，存于）
- 681巴士總站－71P資訊 （页面存档备份，存于）